# WNBA 2006
Die Saison 2006 war die zehnte reguläre Saison der Women’s National Basketball Association (WNBA). In dieser Saison wurden die Chicago Sky in die Liga aufgenommen.
Der WNBA Draft fand am 5. April statt. Als ersten Pick zogen die Minnesota Lynx, Seimone Augustus von der Louisiana State University.
Die reguläre Saison begann am 20. Mai 2007 mit der Partie zwischen dem amtierenden Meister, den Sacramento Monarchs, und den Phoenix Mercury und dauerte ohne Unterbrechung bis zum 13. August 2007 an. Lisa Leslie wurde dabei zur Most Valuable Player und Mike Thibault zum Trainer der Saison gewählt. Die WNBA Playoffs begannen am 17. August 2007. Die WNBA Meisterschaft gewannen zum bereits zweiten Mal nach 2003 die Detroit Shock, die in der Finalserie die Sacramento Monarchs mit 3–2 besiegten. Shock Guard Deanna Nolan wurde zum Finals-MVP ernannt.
Das 7. WNBA All-Star Game fand am 12. Juli 2007 im Madison Square Garden in New York City statt, das die Eastern All Stars mit 98–82 gegen die Western All Stars für sich entscheiden konnten. Connecticut Sun Point Guard, Katie Douglas wurde dabei zum MVP des Spiels ernannt.

## Draft
- Hauptartikel: WNBA Draft 2006

Vor dem WNBA Draft 2006 fand am 16. November 2005 ein Expansion Draft für die Chicago Sky statt. Der zehnte WNBA Draft fand am 5. April 2006 im Boston Convention and Exhibition Center in Boston, Massachusetts, Vereinigte Staaten statt. Die Auswahlreihenfolge wurde bei einer Lotterie festgelegt. Diese gewannen die Minnesota Lynx vor den Phoenix Mercury und den Charlotte Sting.
Als ersten Pick zogen die Lynx die US-amerikanische Seimone Augustus (G). Danach wählte Phoenix auf dem zweiten Platz Cappie Pondexter (G), gefolgt von Monique Currie (G) auf dem dritten Platz. Insgesamt sicherten sich die 14 Franchises die Rechte an 42 Spielerinnen. Den Hauptanteil mit über drei Vierteln aller Spielerinnen stellten die Vereinigten Staaten.

### Top-5-Picks
Abkürzungen: Pos = Position, G = Guard, F = Forward, C = Center

| #  | Spielerin        | Nationalität                   | Pos | WNBA-Mannschaft          | College/Profi-Team                      |
| -- | ---------------- | ------------------------------ | --- | ------------------------ | --------------------------------------- |
| 1. | Seimone Augustus | Vereinigte Staaten             | G   | Minnesota Lynx           | Louisiana State University              |
| 2. | Cappie Pondexter | Vereinigte Staaten             | G   | Phoenix Mercury          | Rutgers University                      |
| 3. | Monique Currie   | Vereinigte Staaten             | G   | Charlotte Sting          | Duke University                         |
| 4. | Sophia Young     | St. Vincent und die Grenadinen | F   | San Antonio Silver Stars | Baylor University                       |
| 5. | Lisa Willis      | Vereinigte Staaten             | G   | Los Angeles Sparks       | University of California in Los Angeles |

## Reguläre Saison

### Abschlusstabellen
Abkürzungen: Pl.=Platz, Sp. = Spiele, S = Siege, N = Niederlagen, GB = Spiele hinter dem Führenden der Conference
Erläuterungen: _ = Playoff-Qualifikation, _ = Conference-Sieger
| Pl. | Eastern Conference | Sp. | S  | N  | Siege in % | GB | Heim | Auswärts |
| --- | ------------------ | --- | -- | -- | ---------- | -- | ---- | -------- |
| 1.  | Connecticut Sun    | 34  | 26 | 8  | 76,5       | –  | 14:3 | 12:5     |
| 2.  | Detroit Shock      | 34  | 23 | 11 | 67,6       | 3  | 14:3 | 9:8      |
| 3.  | Indiana Fever      | 34  | 21 | 13 | 61,8       | 5  | 12:5 | 9:8      |
| 4.  | Washington Mystics | 34  | 18 | 16 | 52,9       | 8  | 13:4 | 5:12     |
| 5.  | New York Liberty   | 34  | 11 | 23 | 32,4       | 15 | 7:10 | 4:13     |
| 6.  | Charlotte Sting    | 34  | 11 | 23 | 32,4       | 15 | 7:10 | 4:13     |
| 7.  | Chicago Sky        | 34  | 5  | 29 | 14,7       | 21 | 3:14 | 2:15     |

| Pl. | Western Conference       | Sp. | S  | N  | Siege in % | GB | Heim | Auswärts |
| --- | ------------------------ | --- | -- | -- | ---------- | -- | ---- | -------- |
| 1.  | Los Angeles Sparks       | 34  | 25 | 9  | 73,5       | –  | 15:2 | 10:7     |
| 2.  | Sacramento Monarchs      | 34  | 21 | 13 | 61,8       | 4  | 14:3 | 7:10     |
| 3.  | Houston Comets           | 34  | 18 | 16 | 52,9       | 7  | 12:5 | 6:11     |
| 4.  | Seattle Storm            | 34  | 18 | 16 | 52,9       | 7  | 10:7 | 8:9      |
| 5.  | Phoenix Mercury          | 34  | 18 | 16 | 52,9       | 7  | 10:7 | 8:9      |
| 6.  | San Antonio Silver Stars | 34  | 13 | 21 | 38,2       | 12 | 6:11 | 7:10     |
| 7.  | Minnesota Lynx           | 34  | 10 | 24 | 29,4       | 15 | 8:9  | 2:15     |

## Playoffs

### Conference Semifinals (Runde 1)
Eastern Conference
| Connecticut Sun (1) – Washington Mystics (4) | Connecticut Sun (1) – Washington Mystics (4) | Connecticut Sun (1) – Washington Mystics (4) | Connecticut Sun (1) – Washington Mystics (4) | Connecticut Sun (1) – Washington Mystics (4) | Connecticut Sun (1) – Washington Mystics (4) |
| Datum                                        | Auswärtsteam                                 | Auswärtsteam                                 | Heimteam                                     | Heimteam                                     | Bem.                                         |
| -------------------------------------------- | -------------------------------------------- | -------------------------------------------- | -------------------------------------------- | -------------------------------------------- | -------------------------------------------- |
| 18. August                                   | Connecticut                                  | 76                                           | 61                                           | Washington                                   |                                              |
| 20. August                                   | Washington                                   | 65                                           | 68                                           | Connecticut                                  |                                              |
| Connecticut gewinnt die Serie mit 2:0.       |                                              |                                              |                                              |                                              |                                              |

| Detroit Shock (2) – Indiana Fever (3) | Detroit Shock (2) – Indiana Fever (3) | Detroit Shock (2) – Indiana Fever (3) | Detroit Shock (2) – Indiana Fever (3) | Detroit Shock (2) – Indiana Fever (3) | Detroit Shock (2) – Indiana Fever (3) |
| Datum                                 | Auswärtsteam                          | Auswärtsteam                          | Heimteam                              | Heimteam                              | Bem.                                  |
| ------------------------------------- | ------------------------------------- | ------------------------------------- | ------------------------------------- | ------------------------------------- | ------------------------------------- |
| 17. August                            | Detroit                               | 68                                    | 56                                    | Indiana                               | 3OT                                   |
| 19. August                            | Indiana                               | 83                                    | 98                                    | Detroit                               |                                       |
| Detroit gewinnt die Serie mit 2:0.    |                                       |                                       |                                       |                                       |                                       |

Western Conference
| Los Angeles Sparks (1) – Seattle Storm (4) | Los Angeles Sparks (1) – Seattle Storm (4) | Los Angeles Sparks (1) – Seattle Storm (4) | Los Angeles Sparks (1) – Seattle Storm (4) | Los Angeles Sparks (1) – Seattle Storm (4) | Los Angeles Sparks (1) – Seattle Storm (4) |
| Datum                                      | Auswärtsteam                               | Auswärtsteam                               | Heimteam                                   | Heimteam                                   | Bem.                                       |
| ------------------------------------------ | ------------------------------------------ | ------------------------------------------ | ------------------------------------------ | ------------------------------------------ | ------------------------------------------ |
| 18. August                                 | Los Angeles                                | 72                                         | 84                                         | Seattle                                    |                                            |
| 20. August                                 | Seattle                                    | 70                                         | 78                                         | Los Angeles                                |                                            |
| 22. August                                 | Seattle                                    | 63                                         | 68                                         | Los Angeles                                |                                            |
| Los Angeles gewinnt die Serie mit 2:1.     |                                            |                                            |                                            |                                            |                                            |

| Sacramento Monarchs (2) – Houston Comets (3) | Sacramento Monarchs (2) – Houston Comets (3) | Sacramento Monarchs (2) – Houston Comets (3) | Sacramento Monarchs (2) – Houston Comets (3) | Sacramento Monarchs (2) – Houston Comets (3) | Sacramento Monarchs (2) – Houston Comets (3) |
| Datum                                        | Auswärtsteam                                 | Auswärtsteam                                 | Heimteam                                     | Heimteam                                     | Bem.                                         |
| -------------------------------------------- | -------------------------------------------- | -------------------------------------------- | -------------------------------------------- | -------------------------------------------- | -------------------------------------------- |
| 17. August                                   | Sacramento                                   | 93                                           | 78                                           | Houston                                      |                                              |
| 19. August                                   | Houston                                      | 64                                           | 92                                           | Sacramento                                   |                                              |
| Sacramento gewinnt die Serie mit 2:0.        |                                              |                                              |                                              |                                              |                                              |

### Conference Finals (Runde 2)
| Connecticut Sun (1) – Detroit Shock (2) | Connecticut Sun (1) – Detroit Shock (2) | Connecticut Sun (1) – Detroit Shock (2) | Connecticut Sun (1) – Detroit Shock (2) | Connecticut Sun (1) – Detroit Shock (2) | Connecticut Sun (1) – Detroit Shock (2) |
| Datum                                   | Auswärtsteam                            | Auswärtsteam                            | Heimteam                                | Heimteam                                | Bem.                                    |
| --------------------------------------- | --------------------------------------- | --------------------------------------- | --------------------------------------- | --------------------------------------- | --------------------------------------- |
| 24. August                              | Connecticut                             | 59                                      | 70                                      | Detroit                                 |                                         |
| 26. August                              | Detroit                                 | 68                                      | 77                                      | Connecticut                             |                                         |
| 27. August                              | Detroit                                 | 79                                      | 55                                      | Connecticut                             |                                         |
| Detroit gewinnt die Serie mit 2:1.      |                                         |                                         |                                         |                                         |                                         |

| Los Angeles Sparks (1) – Sacramento Monarchs (2) | Los Angeles Sparks (1) – Sacramento Monarchs (2) | Los Angeles Sparks (1) – Sacramento Monarchs (2) | Los Angeles Sparks (1) – Sacramento Monarchs (2) | Los Angeles Sparks (1) – Sacramento Monarchs (2) | Los Angeles Sparks (1) – Sacramento Monarchs (2) |
| Datum                                            | Auswärtsteam                                     | Auswärtsteam                                     | Heimteam                                         | Heimteam                                         | Bem.                                             |
| ------------------------------------------------ | ------------------------------------------------ | ------------------------------------------------ | ------------------------------------------------ | ------------------------------------------------ | ------------------------------------------------ |
| 24. August                                       | Los Angeles                                      | 61                                               | 64                                               | Sacramento                                       |                                                  |
| 26. August                                       | Sacramento                                       | 72                                               | 58                                               | Los Angeles                                      |                                                  |
| Sacramento gewinnt die Serie mit 2:0.            |                                                  |                                                  |                                                  |                                                  |                                                  |

### Finals (Runde 3)
| Sacramento Monarchs (W2) – Detroit Shock (E2) | Sacramento Monarchs (W2) – Detroit Shock (E2) | Sacramento Monarchs (W2) – Detroit Shock (E2) | Sacramento Monarchs (W2) – Detroit Shock (E2) | Sacramento Monarchs (W2) – Detroit Shock (E2) | Sacramento Monarchs (W2) – Detroit Shock (E2) |
| Datum                                         | Auswärtsteam                                  | Auswärtsteam                                  | Heimteam                                      | Heimteam                                      | Bem.                                          |
| --------------------------------------------- | --------------------------------------------- | --------------------------------------------- | --------------------------------------------- | --------------------------------------------- | --------------------------------------------- |
| 30. August                                    | Sacramento                                    | 95                                            | 71                                            | Detroit                                       |                                               |
| 1. September                                  | Sacramento                                    | 63                                            | 73                                            | Detroit                                       |                                               |
| 3. September                                  | Detroit                                       | 69                                            | 89                                            | Sacramento                                    |                                               |
| 6. September                                  | Detroit                                       | 72                                            | 52                                            | Sacramento                                    |                                               |
| 9. September                                  | Sacramento                                    | 75                                            | 80                                            | Detroit                                       |                                               |
| Detroit gewinnt die Serie mit 3:2.            |                                               |                                               |                                               |                                               |                                               |

### WNBA-Meistermannschaft
(Teilnahme an mindestens einem Playoff-Spiel)
| WNBA Meister Detroit Shock | Guards: Angelina Williams, Kedra Holland-Corn Guard-Forwards: Deanna Nolan (Finals MVP), Katie Smith Forwards: Cheryl Ford, Swin Cash, Jacqueline Batteast Forward-Center: Plenette Pierson, Kara Braxton Center: Ruth Riley, Irina Ossipowa Cheftrainer: Bill Laimbeer |

## WNBA Awards und vergebene Trophäen
| Auszeichnung                            | Spielerin        | Mannschaft          |
| --------------------------------------- | ---------------- | ------------------- |
| WNBA Finals MVP Award                   | Deanna Nolan     | Detroit Shock       |
| WNBA Most Valuable Player Award         | Lisa Leslie      | Los Angeles Sparks  |
| WNBA Defensive Player of the Year Award | Tamika Catchings | Indiana Fever       |
| WNBA Most Improved Player Award         | Erin Buescher    | Sacramento Monarchs |
| WNBA Peak Performer                     | Diana Taurasi    | Phoenix Mercury     |
| WNBA Peak Performer                     | Cheryl Ford      | Detroit Shock       |
| WNBA Rookie of the Year Award           | Seimone Augustus | Minnesota Lynx      |
| Kim Perrot Sportsmanship Award          | Dawn Staley      | Houston Comets      |
| WNBA Coach of the Year Award            | Mike Thibault    | Connecticut Sun     |

### All-WNBA Teams
| All-WNBA First Team | All-WNBA First Team               |
| ------------------- | --------------------------------- |
| Guards:             | Diana Taurasi – Katie Douglas     |
| Forwards:           | Tamika Catchings – Lauren Jackson |
| Center:             | Lisa Leslie                       |

| All-WNBA Second Team | All-WNBA Second Team                     |
| -------------------- | ---------------------------------------- |
| Guards:              | Alana Beard – (MIN) Seimone Augustus     |
| Forwards:            | Taj McWilliams-Franklin – Sheryl Swoopes |
| Center:              | Cheryl Ford                              |

### All-Rookie Team
| All-Rookie Team                                                                                | All-Rookie Team |
| ---------------------------------------------------------------------------------------------- | --------------- |
| (MIN) Seimone Augustus – Cappie Pondexter – Candice Dupree Sophia Young – (CHA) Monique Currie |                 |

### All-Defensive Team
| All-Defensive First Team | All-Defensive First Team          |
| ------------------------ | --------------------------------- |
| Guards:                  | Katie Douglas – Tully Bevilaqua   |
| Forwards:                | Tamika Catchings – Sheryl Swoopes |
| Center:                  | Lisa Leslie                       |

| All-Defensive Second Team | All-Defensive Second Team            |
| ------------------------- | ------------------------------------ |
| Guards:                   | Alana Beard – Deanna Nolan           |
| Forwards:                 | Cheryl Ford – (SAC) Yolanda Griffith |
| Center:                   | Margo Dydek                          |

## WNBA All-Decade Team
Anlässlich des zehnten Geburtstages der WNBA im Jahre 2006 wählten Fans, Medienvertreter, aktuellen Spielerinnen und Trainer die zehn Spielerinnen, die am stärksten Einfluss auf den Erfolg der WNBA hatten. Die folgenden zehn Spielerinnen (sowie fünf weitere Honorable Mentions) wurden aus einer Liste von 30 Namen ausgewählt:

### WNBA All-Decade Team
| Spielerin        | Mannschaft                                                              |
| ---------------- | ----------------------------------------------------------------------- |
| Sue Bird         | Seattle Storm (2002-Tag der Auszeichnung)                               |
| Tamika Catchings | Indiana Fever (2001-Tag der Auszeichnung)                               |
| Cynthia Cooper   | Houston Comets (1997–2000, 2003)                                        |
| Yolanda Griffith | Sacramento Monarchs (1999-Tag der Auszeichnung)                         |
| Lauren Jackson   | Seattle Storm (2001-Tag der Auszeichnung)                               |
| Lisa Leslie      | Los Angeles Sparks (1997-Tag der Auszeichnung)                          |
| Katie Smith      | Minnesota Lynx (1999–2005), Detroit Shock (2005-Tag der Auszeichnung)   |
| Dawn Staley      | Charlotte Sting (1999–2005), Houston Comets (2005-Tag der Auszeichnung) |
| Sheryl Swoopes   | Houston Comets (1997-Tag der Auszeichnung)                              |
| Tina Thompson    | Houston Comets (1997-Tag der Auszeichnung)                              |

Alle zehn haben olympische Medaillen gewonnen: Jackson gewann Silber mit Australien und der Rest Gold für die USA. Sieben von ihnen gewannen die WNBA-Meisterschaft (Swoopes, Cooper und Thompson mit Houston, Leslie mit Los Angeles, Bird und Jackson mit Seattle und Griffith mit Sacramento).

### Honorable Mention
| Spielerin           | Mannschaft                                                                     |
| ------------------- | ------------------------------------------------------------------------------ |
| Ruthie Bolton       | Sacramento Monarchs (1997–2004)                                                |
| Chamique Holdsclaw  | Washington Mystics (1999–2004), Los Angeles Sparks (2005-Tag der Auszeichnung) |
| Ticha Penicheiro    | Sacramento Monarchs (1998-Tag der Auszeichnung)                                |
| Diana Taurasi       | Phoenix Mercury (2004-Tag der Auszeichnung)                                    |
| Teresa Weatherspoon | New York Liberty (1997–2003), Los Angeles Sparks (2004)                        |